# EF Education First
|  | Sammenskrivningsforslag Artiklerne EF Sprogrejser, EF Education First er foreslået sammenskrevet. (Siden oktober 2019) Diskutér forslaget |

 Denne artikel bør gennemlæses af en person med fagkendskab for at sikre den faglige korrekthed.

EF Education First (forkortet EF) er en international uddannelsesorganisation, der specialiserer sig inden for sprogundervisning, sprogrejser, akademiske uddannelsesprogrammer og kulturel udveksling. Virksomheden blev grundlagt i 1965 i den svenske universitetsby Lund af iværksætteren Bertil Hult under navnet Europeiska Ferieskolan.

## Organisation
EF Education First er en privatejet virksomhed ejet af Hult familien og har hovedkvarter i Luzern, Schweiz. EF har over 400 skoler og omkring 34.000 ansatte, der arbejder på tværs af virksomhedens 16 datterselskaber og almennyttige organisationer, som er repræsenteret i 50 lande på verdensplan.[kilde mangler]

## Divisioner

### EF English First
EF English First er EF’s engelske undervisningsafdeling (ELT). EF English First tilbyder engelsk undervisning for voksne og børn i Kina, Indonesien og Rusland. 

### Hult International Business School
Hult International Business School er tilknyttet EF og opkaldt efter grundlæggeren Bertil Hult. Hult Business School tilbyder akademiske uddannesler, der inkluderer MBA, Executive MBA samt andre Master- og Bachelor uddannelser. Skolen har 7 afdelinger verden over i Boston, San Francisco, London, Dubai, Shanghai, New York og São Paulo. Hult sponsorerer og organiserer den årlige Hult Prize (tidligere kendt som Hult Global Case Challenge), som har til formål, at motivere unge færdiguddannede til at behandle sociale problemstillinger gennem iværksætteri. 

### Cultural Care Au Pair
Cultural Care Au Pair er en del af EF, der specialiserer sig inden for international rekruttering af Au Pairs og placering af disse hos familier i USA. Cultural Care Au Pair er én af 14 udpegede organisationer for det amerikanske US J-1 au pair visum.

### EF International Academy
Dette afsnit eller denne liste er kun påbegyndt. Hvis du ved mere om emnet, kan du hjælpe Wikipedia ved at tilføje mere.

### EF Englishtown
Dette afsnit eller denne liste er kun påbegyndt. Hvis du ved mere om emnet, kan du hjælpe Wikipedia ved at tilføje mere.

## EF English Proficiency Index
EF Education First udgiver det såkaldte EF English Proficiency Index (EF EPI), der rangordner lande efter deres evner inden for brugen af det engelske sprog.[er denne påstand neutral?] Den seneste rapport blev udgivet i Oktober 2012.

## Danmark
EF Sprogrejser i Danmark  tilbyder sprogrejser til unge med destinationer i Storbritannien m.fl. EF Sprogrejser blev i 2016 kritiseret for overtrædelse af markedsføringsloven gennem skjult reklame rettet mod børn og unge. Forbrugerombudsmanden har derfor indskærpet reglerne om markering af reklame over for EF Sprogrejser m.fl.

## Eksterne links
- EF Danmark

1. ↑  Navnet er anført på bokmål og stammer fra Wikidata hvor navnet endnu ikke findes på dansk.